# FC Twente in het seizoen 2013/14 (mannen)
Het seizoen 2013/2014 was het 49e jaar in het bestaan van de Enschedese voetbalclub FC Twente. Het eerste elftal van de club kwam dit jaar uit in de Eredivisie en nam deel aan het toernooi om de KNVB beker.
FC Twente eindigde het seizoen als derde in de competitie en plaatste zich daarmee voor de UEFA Europa League 2014/15. In het toernooi om de KNVB beker kwam de ploeg niet verder dan de tweede ronde, waarin het werd uitgeschakeld door sc Heerenveen.

## Selectie en technische staf

### Selectie
Dit betreft spelers die in het seizoen 2013/14 en na 1 augustus 2013 op enig moment deel uitmaakten van de selectie van FC Twente. Dit is dus inclusief spelers die tijdens het seizoen verhuurd of verkocht zijn.
| #  | Naam                | Positie                  | Geb. datum | Opmerking                                                        |
| -- | ------------------- | ------------------------ | ---------- | ---------------------------------------------------------------- |
| 1  | Sander Boschker     | Doelman                  | 20-10-1970 |                                                                  |
| 2  | Dico Koppers        | Verdediger               | 31-01-1992 |                                                                  |
| 3  | Andreas Bjelland    | Verdediger               | 11-07-1988 |                                                                  |
| 4  | Peter Wisgerhof     | Verdediger               | 19-11-1979 |                                                                  |
| 5  | Robbert Schilder    | Middenvelder, Verdediger | 18-04-1986 |                                                                  |
| 6  | Wout Brama          | Middenvelder             | 21-08-1986 |                                                                  |
| 7  | Youness Mokhtar     | Aanvaller                | 29-08-1991 |                                                                  |
| 8  | Kyle Ebecilio       | Middenvelder             | 17-02-1994 |                                                                  |
| 9  | Luka Đorđević       | Aanvaller                | 09-07-1994 |                                                                  |
| 10 | Dušan Tadić         | Aanvaller                | 20-11-1988 |                                                                  |
| 11 | Jesús Manuel Corona | Aanvaller                | 06-01-1993 |                                                                  |
| 12 | Tim Hölscher        | Middenvelder             | 21-02-1995 |                                                                  |
| 14 | Willem Janssen      | Middenvelder             | 04-07-1986 | Vertrok na de derde competitieronde op huurbasis naar FC Utrecht |
| 15 | Roberto Rosales     | Verdediger               | 20-11-1988 |                                                                  |
| 16 | Tim Breukers        | Verdediger               | 04-11-1987 |                                                                  |
| 17 | Rasmus Bengtsson    | Verdediger               | 26-06-1986 |                                                                  |
| 18 | Cuco Martina        | Verdediger               | 25-09-1989 |                                                                  |
| 19 | Shadrach Eghan      | Middenvelder             | 04-07-1994 |                                                                  |
| 20 | Sonny Stevens       | Doelman                  | 22-06-1992 |                                                                  |
| 21 | Felipe Gutiérrez    | Aanvaller, Middenvelder  | 08-10-1990 |                                                                  |
| 22 | Nick Marsman        | Doelman                  | 01-10-1990 |                                                                  |
| 23 | Joey Pelupessy      | Middenvelder             | 15-05-1993 |                                                                  |
| 24 | Quincy Promes       | Middenvelder             | 04-01-1992 |                                                                  |
| 28 | Joshua John         | Aanvaller                | 01-10-1988 | Vertrok na de vijfde competitieronde naar FC Nordsjælland        |
| 30 | Luc Castaignos      | Aanvaller                | 27-09-1992 |                                                                  |
| 31 | Torgeir Børven      | Aanvaller                | 03-12-1991 | Werd in de winterstop overgenomen van Vålerenga IF.              |
| 34 | Andrej Rendla       | Middenvelder             | 13-10-1990 |                                                                  |

## Transfers

### Aangetrokken
| Naam                | Van                      | Periode | Contract tot | Opmerking    |
| ------------------- | ------------------------ | ------- | ------------ | ------------ |
| Jesús Manuel Corona | CF Monterrey             | zomer   | Juli 2017    |              |
| Luka Đorđević       | FK Zenit Sint-Petersburg | zomer   | Gehuurd      |              |
| Kyle Ebecilio       | Arsenal FC               | zomer   | Juli 2017    | Transfervrij |
| Dico Koppers        | AFC Ajax                 | zomer   | Juli 2015    |              |
| Cuco Martina        | RKC Waalwijk             | zomer   | Juli 2016    |              |
| Youness Mokhtar     | PEC Zwolle               | zomer   | Juli 2017    |              |
| Sonny Stevens       | FC Volendam              | zomer   | Juli 2017    |              |
| Torgeir Børven      | Vålerenga IF             | winter  | Juli 2018    |              |

### Vertrokken
| Naam                    | Naar                  | Opmerking              |
| ----------------------- | --------------------- | ---------------------- |
| Emir Bajrami            | Panathinaikos FC      | Verkocht               |
| Dmitri Boelykin         | Volga Nizjni Novgorod | Transfervrij           |
| Edson Braafheid         | TSG 1899 Hoffenheim   | Einde huurovereenkomst |
| Jerson Cabral           | ADO Den Haag          | Verhuurd               |
| Nacer Chadli            | Tottenham Hotspur FC  | Verkocht               |
| Tim Cornelisse          | Willem II             | Transfervrij           |
| Douglas Franco Teixeira | Dinamo Moskou         | Transfervrij           |
| Leroy Fer               | Norwich City FC       | Verkocht               |
| Daniel Fernandes        | OFI Kreta             | Verhuurd               |
| Edwin Gyasi             | Heracles Almelo       | Verkocht               |
| Willem Janssen          | FC Utrecht            | Verhuurd               |
| Denny Landzaat          | Willem II             | Transfervrij           |
| Nikolaj Michajlov       | Hellas Verona         | Verkocht               |
| Glynor Plet             | Hapoel Beër Sjeva     | Contract ontbonden     |

## Wedstrijdstatistieken

### Oefenduels
| Oefenduel 1 | AZSV                                                      | 0 - 10 (0 - 3)                                               | FC Twente | Selectie FC Twente: |
| za. 29 juni 2013 Aanvangstijd: 16:00 uur Plaats: Aalten Sportpark Villekamp Toeschouwers: 1.500 Scheidsrechter: Raymond Smit                       |                                                           | 0 - 1 0 - 2 0 - 3 0 - 4 0 - 5 0 - 6 0 - 7 0 - 8 0 - 9 0 - 10 | 7' Glynor Plet 12' Glynor Plet 25' Willem Janssen 54' Quincy Promes 59' Mirco Born 68' Felitciano Zschusschen 69' Cas Peters 87' Cas Peters 89' Quincy Promes 90' Shadrach Eghan | OPSTELLING EERSTE HELFT: Boschker - Breukers, Wisgerhof, Wellington, Leugers - Pelupessy, Janssen, Hölscher - Castaignos, Plet, Gyasi OPSTELLING TWEEDE HELFT: Stevens - Bouma, Röseler, Bijen, Engberink - Yahaya, Promes, Eghan - Peters, Zschusschen, Born WISSELS TWEEDE HELFT: 71' Tanda - Engberink |
| - De Braziliaanse verdediger Wellington Priori werkte een proefperiode af bij FC Twente.                                                           |                                                           |                                                              | | |
| Oefenduel 2 | Zeeuws elftal                                             | 1 - 5 (1 - 1)                                                | FC Twente | Selectie FC Twente: |
| za. 6 juli 2013 Aanvangstijd: 14:00 uur Plaats: Middelburg Sportpark Veerse Poort Toeschouwers: 1.500 Scheidsrechter: Harold van de Ketterij       | Hoessein Bouzambou 43'                                    | 0 - 1 1 - 1 1 - 2 1 - 3 1 - 4 1 - 5                          | 24' Luc Castaignos 47' Felitciano Zschusschen 67' Giovanni Siereveld (ed) 75' Glynor Plet 86' Felitciano Zschusschen                                                             | OPSTELLING EERSTE HELFT: Plattel - Bouma, Röseler, Wisgerhof, Pelupessy - Janssen, Promes, Ebecilio - John, Plet, Castaignos WISSELS EERSTE HELFT: 32' Bijen - Röseler 32' Gortemaker - Pelupessy 32' Gyasi - Promes 32' Zschusschen - Plet OPSTELLING TWEEDE HELFT: Bednarek - Bouma, Bijen, Wisgerhof, Gortemaker - Janssen, Hölscher, Eghan - Gyasi, Zschusschen, Castaignos WISSELS TWEEDE HELFT: 60' Pelupessy - Bouma 60' Röseler - Wisgerhof 60' Promes - Janssen 60' Plet - Castaignos |
| |                                                           |                                                              | | |
| Oefenduel 3 | VfL Bochum                                                | 3 - 0 (2 - 0)                                                | FC Twente | Selectie FC Twente: |
| wo. 10 juli 2013 Aanvangstijd: 18:30 uur Plaats: Gütersloh Heidewaldstadion Toeschouwers: 450 Scheidsrechter: Thorben Siewer                       | Daniel Engelbrecht 7' Mirkan Aydın 42' Piotr Ćwielong 51' | 1 - 0 2 - 0 3 - 0                                            | | BASISOPSTELLING: Boschker - Breukers, Wisgerhof, Wellington, Bouma - Pelupessy, Janssen, Promes - Gyasi, Plet, John WISSELS: 46' Plattel - Boschker 46' Zschusschen - Promes 46' Castaignos - Plet 62' Bjelland - Breukers 62' Bengtsson - Wisgerhof 62' Bijen - Wellington 62' Rosales - Bouma 62' Gutiérrez - Pelupessy 62' Eghan - Janssen 62' Tadić - John |
| - De Braziliaanse verdediger Wellington Priori werkte een proefperiode af bij FC Twente.                                                           |                                                           |                                                              | | |
| Oefenduel 4 | SC Preußen Münster                                        | 1 - 0 (0 - 0)                                                | FC Twente | Selectie FC Twente: |
| za. 13 juli 2013 Aanvangstijd: 14:00 uur Plaats: Münster Preußenstadion Toeschouwers: 3.116 Scheidsrechter: Martin Thomsen                         | Clement Halet '77                                         | 1 - 0                                                        | | OPSTELLING EERSTE HELFT: Marsman - Rosales, Bengtsson, Bjelland, Leugers - Pelupessy, Janssen, Gutiérrez - Promes, Castaignos, Eghan WISSELS EERSTE HELFT: 26' Breukers - Leugers OPSTELLING TWEEDE HELFT: Boschker - Breukers, Wisgerhof, Bijen, Bouma - Tanda, Zschusschen, Fillinger - Gyasi, Plet, Peters |
| - '81 Boschker stopt penalty. |                                                           |                                                              | | |
| Oefenduel 5 | FC Den Bosch                                              | 0 - 4 (0 - 2)                                                | FC Twente | Selectie FC Twente: |
| wo. 17 juli 2013 Aanvangstijd: 19:00 uur Plaats: 's-Hertogenbosch PBO Opleidings- en trainingscomplex Toeschouwers: 400 Scheidsrechter: Ed Janssen |                                                           | 0 - 1 0 - 2 0 - 3 0 - 4                                      | Felipe Gutiérrez '10 Willem Janssen '45 Luc Castaignos '59 (pen.) Joeri Jakovenko '90 (pen.)                                                                                     | BASISOPSTELLING: Marsman - Rosales, Bengtsson, Bjelland, Bouma - Tanda, Janssen, Gutiérrez - Promes, Castaignos, Eghan WISSELS: 46' Boschker - Marsman 46' Pelupessy - Tanda 63' Röseler - Bjelland 63' Jakovenko - Eghan 77' Breukers - Rosales 77' Wisgerhof - Bengtsson 77' Yahaya - Guitérrez 77' Born - Promes 84' Gortemaker - Bouma 84' Vida - Castaignos |
| - '81 Boschker stopt penalty. |                                                           |                                                              | | |
| Oefenduel 6 | FC Twente                                                 | 0 - 0                                                        | CA Osasuna | Selectie FC Twente: |
| di. 23 juli 2013 Aanvangstijd: 19:30 uur Plaats: Enschede De Grolsch Veste Toeschouwers: 5.750 Scheidsrechter: Tom van Sichem                      |                                                           |                                                              | | BASISOPSTELLING: Marsman - Rosales, Bengtsson, Bjelland, Bouma - Tanda, Janssen, Gutiérrez - Promes, Castaignos, Eghan WISSELS: 46' John - Tanda 61' Hölscher - Eghan 70' Wisgerhof - Bjelland 78' Pelupessy - Janssen 84' Zschusschen - Castaignos 88' Kuiper - Bouma |
| |                                                           |                                                              | | |
| Oefenduel 7 | Aberdeen FC                                               | 2 - 0 (0 - 0)                                                | FC Twente | Selectie FC Twente: |
| vrij. 26 juli 2013 Aanvangstijd: 19:30 uur Plaats: Aberdeen Pittodrie Stadium Toeschouwers: 7.336 Scheidsrechter: William Collum                   | Niall McGinn 50' Peter Pawlett 60'                        | 1 - 0 2 - 0                                                  | | BASISOPSTELLING: Marsman - Rosales, Wisgerhof, Bengtsson, Koppers - Tanda, Janssen, Gutiérrez - John, Castaignos, Promes WISSELS: 46' Kuiper - Koppers 60' Breukers - Rosales 60' Bjelland - Bengtsson 60' Bouma - Wisgerhof 60' Mannes - Janssen 60' Pelupessy - Gutiérrez 60' Zschusschen - Castaignos |
| |                                                           |                                                              | | |
| Oefenduel 8 | FC Twente                                                 | 2 - 1 (2 - 0)                                                | VfL Osnabrück | Selectie FC Twente: |
| do. 9 januari 2014 Aanvangstijd: 14:00 uur Plaats: Hengelo Trainingscentrum Toeschouwers: 500 Scheidsrechter: NB                                   | Luka Đorđević 5' Gutiérrez 33'                            | 1 - 0 2 - 0 2 - 1                                            | 89' Steven Bentka | BASISOPSTELLING: Marsman - Rosales, Bjelland, Bengtsson, Schilder - Gutiérrez, Ebecilio, Tadić - Corona, Đorđević, Mokhtar WISSELS: 46' Promes - Corona 60' Bednarek - Marsman 60' Breukers - Rosales 60' Wisgerhof - Bjelland 60' Koppers - Schilder 60' Pelupessy - Gutiérrez 60' Eghan - Ebecilio 60' Hölscher - Tadić 60' Børven - Đorđević 60' Ould-Chikh - Mokhtar |
| |                                                           |                                                              | | |

### Eredivisie
| 1e speelronde | FC Twente | 0 - 0                                     | RKC Waalwijk                                                                             | Selectie FC Twente: |
| za. 3 augustus 2013 Aanvangstijd: 19:45 uur Plaats: Enschede De Grolsch Veste Toeschouwers: 28.700 Scheidsrechter: Dennis Higler | |                                           |                                                                                          | BASISOPSTELLING: Marsman - Rosales, Bengtsson , Bjelland, Koppers - Tanda, Janssen, Gutiérrez - Promes, Castaignos, John RESERVEBANK: Boschker, Martina, Wisgerhof, Ebecilio, Eghan, Tadić, Zschusschen WISSELS: 60' Ebecilio - Tanda 63' Eghan - Janssen 77' Martina - Koppers                   |
| - Dario Tanda en Kyle Ebecilio maakten hun debuut in het profvoetbal. Dico Koppers en Cuco Martina maakten hun debuut voor FC Twente. | |                                           |                                                                                          | |
| 2e speelronde | Feyenoord | 1 - 4 (1 - 1)                             | FC Twente                                                                                | Selectie FC Twente: |
| zo. 11 augustus 2013 Aanvangstijd: 12:30 uur Plaats: Rotterdam Stadion Feijenoord Toeschouwers: 43.000 Scheidsrechter: Richard Liesveld | Graziano Pellè 29'                                                                                                 | 1 - 0 1 - 1 1 - 2 1 - 3 1 - 4             | 37' Kyle Ebecilio 58' Dušan Tadić (p.) 73' Dušan Tadić (p.) 79' Luc Castaignos           | BASISOPSTELLING: Marsman - Rosales, Bengtsson , Bjelland, Koppers - Ebecilio, Eghan, Gutiérrez - Promes, Castaignos, Tadić RESERVEBANK: Boschker, Wisgerhof, Martina, Janssen, Tanda, Zschusschen, John WISSELS: 74' John - Promes 81' Janssen - Ebecilio 86' Zschusschen - Castaignos            |
| - Jordy van Deelen van Feyenoord kreeg in de 57e minuut een directe rode kaart en een strafschop tegen na een overtreding op de doorgebroken Eghan. Stefan de Vrij kreeg twee keer een gele kaart (41', 66') en daarmee eveneens rood.                                                           | |                                           |                                                                                          | |
| 3e speelronde | FC Twente | 6 - 0 (4 - 0)                             | FC Utrecht                                                                               | Selectie FC Twente: |
| zo. 18 augustus 2013 Aanvangstijd: 16:30 uur Plaats: Enschede De Grolsch Veste Toeschouwers: 29.700 Scheidsrechter: Pol van Boekel | Quincy Promes 8' Dušan Tadić (p.) 11' Luc Castaignos 25' Luc Castaignos 36' Quincy Promes 68' Rasmus Bengtsson 90' | 1 - 0 2 - 0 3 - 0 4 - 0 5 - 0 6 - 0       |                                                                                          | BASISOPSTELLING: Marsman - Rosales, Bengtsson , Bjelland, Koppers - Ebecilio, Eghan, Gutiérrez - Promes, Castaignos, Tadić RESERVEBANK: Boschker, Wisgerhof, Martina, Janssen, Tanda, Zschusschen, John WISSELS: 61' John - Eghan 73' Martina - Bjelland 78' Tanda - Ebecilio                     |
| - Promes (54') kreeg een gele kaart. | |                                           |                                                                                          | |
| 4e speelronde | SBV Vitesse | 1 - 0 (1 - 0)                             | FC Twente                                                                                | Selectie FC Twente: |
| zo. 25 augustus 2013 Aanvangstijd: 14:30 uur Plaats: Arnhem GelreDome Toeschouwers: 14.745 Scheidsrechter: Serdar Gözübüyük | Mike Havenaar 22'                                                                                                  | 1 - 0                                     |                                                                                          | BASISOPSTELLING: Marsman - Rosales, Bengtsson , Bjelland, Koppers - Ebecilio, Eghan, Gutiérrez - Promes, Castaignos, Tadić RESERVEBANK: Boschker, Wisgerhof, Martina, Đorđević, Tanda, Pelupessy, Hölscher WISSELS: 56' Đorđević - Eghan 68' Hölscher - Ebecilio                                  |
| - Gutiérrez (73') kreeg een gele kaart. Luka Đorđević maakte zijn debuut voor FC Twente. | |                                           |                                                                                          | |
| 5e speelronde | FC Twente | 1 - 1 (0 - 0)                             | sc Heerenveen                                                                            | Selectie FC Twente: |
| za. 31 augustus 2013 Aanvangstijd: 18:45 uur Plaats: Enschede De Grolsch Veste Toeschouwers: 29.100 Scheidsrechter: Kevin Blom | Rasmus Bengtsson 90'                                                                                               | 0 - 1 1 - 1                               | 64' Joey van den Berg                                                                    | BASISOPSTELLING: Marsman - Rosales, Bengtsson , Bjelland, Koppers - Ebecilio, Eghan, Gutiérrez - Promes, Castaignos, Tadić RESERVEBANK: Boschker, Wisgerhof, Martina, Hölscher, Tanda, Đorđević, John WISSELS: 61' Đorđević - Ebecilio 88' John - Eghan                                           |
| - Eghan (48'), Koppers (82') en Bengtsson (86') kregen een gele kaart. | |                                           |                                                                                          | |
| 6e speelronde | FC Twente | 2 - 2 (1 - 0)                             | PSV                                                                                      | Selectie FC Twente: |
| za. 14 september 2013 Aanvangstijd: 20:45 uur Plaats: Enschede De Grolsch Veste Toeschouwers: 29.750 Scheidsrechter: Pol van Boekel | Shadrach Eghan 17' Quincy Promes 70'                                                                               | 1 - 0 1 - 1 2 - 1 2 - 2                   | 66' Georginio Wijnaldum 83' Memphis Depay                                                | BASISOPSTELLING: Marsman - Rosales, Bengtsson , Bjelland, Koppers - Ebecilio, Eghan, Gutiérrez - Promes, Castaignos, Tadić RESERVEBANK: Boschker, Wisgerhof, Martina, Pelupessy, Corona, Đorđević, Mokhtar WISSELS: 68' Đorđević - Eghan 88' Mokhtar - Castaignos                                 |
| - Bengtsson (27'), Koppers (42') en Đorđević (90') kregen een gele kaart. Youness Mokhtar maakte zijn debuut voor FC Twente. | |                                           |                                                                                          | |
| 7e speelronde | Heracles Almelo | 0 - 3 (0 - 1)                             | FC Twente                                                                                | Selectie FC Twente: |
| za. 21 september 2013 Aanvangstijd: 18:45 uur Plaats: Almelo Polman Stadion Toeschouwers: 8.500 Scheidsrechter: Danny Makkelie | | 0 - 1 0 - 2 0 - 3                         | 17' Rasmus Bengtsson 72' Kyle Ebecilio 75' Dušan Tadić (p.)                              | BASISOPSTELLING: Marsman - Rosales, Bengtsson , Bjelland, Koppers - Ebecilio, Eghan, Gutiérrez - Promes, Castaignos, Tadić RESERVEBANK: Boschker, Breukers, Wisgerhof, Martina, Corona, Đorđević, Mokhtar WISSELS: 59' Mokhtar - Eghan 81' Martina - Koppers 89' Đorđević - Ebecilio              |
| - Eghan (23') en Ebecilio (51') kregen een gele kaart. | |                                           |                                                                                          | |
| 8e speelronde | FC Twente | 5 - 0 (3 - 0)                             | FC Groningen                                                                             | Selectie FC Twente: |
| zo. 29 september 2013 Aanvangstijd: 16:30 uur Plaats: Enschede De Grolsch Veste Toeschouwers: 29.250 Scheidsrechter: Reinold Wiedemeijer | Eric Botteghin (ed) 19' Shadrach Eghan 28' Dušan Tadić (p.) 45' Shadrach Eghan 54' Jesús Manuel Corona 85'         | 1 - 0 2 - 0 3 - 0 4 - 0 5 - 0             |                                                                                          | BASISOPSTELLING: Marsman - Rosales, Bengtsson , Bjelland, Koppers - Ebecilio, Eghan, Gutiérrez - Promes, Castaignos, Tadić RESERVEBANK: Boschker, Wisgerhof, Martina, Schilder, Corona, Đorđević, Mokhtar WISSELS: 46' Martina - Bengtsson 60' Mokhtar - Eghan 69' Corona - Ebecilio              |
| - Johan Kappelhof van FC Groningen kreeg in de 44e minuut een rode kaart en een strafschop tegen. Na het uitvallen van Bengtsson nam Tadić de aanvoerdersband over. In de Eredivisie nam Twente op doelsaldo de koppositie over van PSV, met evenveel punten als PSV (2e) en sc Heerenveen (3e). | |                                           |                                                                                          | |
| 9e speelronde | SC Cambuur | 0 - 1 (0 - 0)                             | FC Twente                                                                                | Selectie FC Twente: |
| vrij. 4 oktober 2013 Aanvangstijd: 20:00 uur Plaats: Leeuwarden Cambuurstadion Toeschouwers: 10.000 Scheidsrechter: Richard Liesveld | | 0 - 1                                     | 49' Luc Castaignos                                                                       | BASISOPSTELLING: Marsman - Rosales, Bengtsson , Bjelland, Koppers - Ebecilio, Eghan, Gutiérrez - Promes, Castaignos, Tadić RESERVEBANK: Boschker, Wisgerhof, Martina, Schilder, Tapia, Đorđević, Mokhtar WISSELS: 46' Mokhtar - Eghan 88' Đorđević - Castaignos                                   |
| - Mokhtar (62') kreeg een gele kaart. | |                                           |                                                                                          | |
| 10e speelronde | FC Twente | 1 - 1 (1 - 0)                             | AFC Ajax                                                                                 | Selectie FC Twente: |
| za. 19 oktober 2013 Aanvangstijd: 20:45 uur Plaats: Enschede De Grolsch Veste Toeschouwers: 30.000 Scheidsrechter: Pieter Vink | Luc Castaignos 22'                                                                                                 | 1 - 0 1 - 1                               | 81' Kolbeinn Sigþórsson                                                                  | BASISOPSTELLING: Marsman - Rosales, Bengtsson , Bjelland, Koppers - Ebecilio, Eghan, Gutiérrez - Promes, Castaignos, Tadić RESERVEBANK: Bednarek, Wisgerhof, Martina, Schilder, Corona, Đorđević, Mokhtar WISSELS: 56' Mokhtar - Eghan 86' Đorđević - Castaignos                                  |
| - Bengtsson (90') kreeg een gele kaart. | |                                           |                                                                                          | |
| 11e speelronde | ADO Den Haag | 3 - 2 (0 - 0)                             | FC Twente                                                                                | Selectie FC Twente: |
| za. 26 oktober 2013 Aanvangstijd: 18:45 uur Plaats: Den Haag Kyocera Stadion Toeschouwers: 10.823 Scheidsrechter: Tom van Sichem | Danny Bakker 51' Ninos Gouriye 55' Mike van Duinen 88'                                                             | 1 - 0 2 - 0 2 - 1 2 - 2 3 - 2             | 69' Luc Castaignos 76' Roberto Rosales                                                   | BASISOPSTELLING: Marsman - Rosales, Bengtsson , Bjelland, Koppers - Ebecilio, Promes, Gutiérrez - Tadić, Castaignos, Mokhtar RESERVEBANK: Plattel, Wisgerhof, Martina, Schilder, Corona, Eghan, Đorđević WISSELS: 63' Đorđević - Mokhtar 63' Corona - Ebecilio 83' Schilder - Koppers             |
| - Koppers (22'), Bengtsson (37'), Đorđević (65'), Bjelland (66'), Castaignos (80') en Marsman (85') kregen een gele kaart. Ondanks de nederlaag bleef FC Twente lijstaanvoerder in de Eredivisie.                                                                                                | |                                           |                                                                                          | |
| 12e speelronde | FC Twente | 2 - 2 (2 - 0)                             | N.E.C.                                                                                   | Selectie FC Twente: |
| za. 2 november 2013 Aanvangstijd: 19:45 uur Plaats: Enschede De Grolsch Veste Toeschouwers: 29.200 Scheidsrechter: Dennis Higler | Shadrach Eghan 23' Quincy Promes 34'                                                                               | 1 - 0 2 - 0 2 - 1 2 - 2                   | 53' Søren Rieks 60' Jakob Jantscher                                                      | BASISOPSTELLING: Marsman - Rosales, Bengtsson , Bjelland, Koppers - Ebecilio, Eghan, Gutiérrez - Promes, Castaignos, Tadić RESERVEBANK: Bednarek, Wisgerhof, Martina, Schilder, Corona, Mokhtar, Đorđević WISSELS: 66' Corona - Eghan 82' Schilder - Koppers 86' Đorđević - Castaignos            |
| - Promes (68'), Bengtsson (80') en Schilder (90') kregen een gele kaart. | |                                           |                                                                                          | |
| 13e speelronde | PEC Zwolle | 1 - 1 (1 - 0)                             | FC Twente                                                                                | Selectie FC Twente: |
| zo. 10 november 2013 Aanvangstijd: 12:30 uur Plaats: Zwolle IJsseldeltastadion Toeschouwers: 12.400 Scheidsrechter: Kevin Blom | Guyon Fernandez 49'                                                                                                | 1 - 0 1 - 1                               | 72' Quincy Promes                                                                        | BASISOPSTELLING: Marsman - Rosales, Martina, Bjelland, Schilder - Ebecilio, Eghan, Gutiérrez - Promes, Castaignos, Tadić RESERVEBANK: Plattel, Breukers, Wisgerhof, Röseler, Corona, Mokhtar, Đorđević WISSELS: 56' Mokhtar - Eghan 76' Breukers - Schilder                                       |
| - Gutiérrez (44') en Ebecilio (73') kregen een gele kaart. | |                                           |                                                                                          | |
| 14e speelronde | FC Twente | 5 - 2 (2 - 1)                             | NAC Breda                                                                                | Selectie FC Twente: |
| zo. 24 november 2013 Aanvangstijd: 16:30 uur Plaats: Enschede De Grolsch Veste Toeschouwers: 29.900 Scheidsrechter: Ed Janssen | Kyle Ebecilio 28' Dušan Tadić (p.) 45' Luc Castaignos 53' Quincy Promes 68' Quincy Promes 86'                      | 1 - 0 1 - 1 2 - 1 3 - 1 3 - 2 4 - 2 5 - 2 | 42' Kenny van der Weg 56' Danny Verbeek                                                  | BASISOPSTELLING: Marsman - Rosales, Bengtsson , Bjelland, Schilder - Ebecilio, Eghan, Gutiérrez - Promes, Castaignos, Tadić RESERVEBANK: Bednarek, Breukers, Wisgerhof, Martina, Corona, Mokhtar, Đorđević WISSELS: 64' Mokhtar - Eghan 87' Corona - Promes 87' Đorđević - Castaignos             |
| - Castaignos (30'), Rosales (41') en Ebecilio (58') kregen een gele kaart. | |                                           |                                                                                          | |
| 15e speelronde | Roda JC Kerkrade                                                                                                   | 1 - 2 (1 - 0)                             | FC Twente                                                                                | Selectie FC Twente: |
| vrij. 29 november 2013 Aanvangstijd: 20:00 uur Plaats: Kerkrade Parkstad Limburg Stadion Toeschouwers: 13.905 Scheidsrechter: Serdar Gözübüyük | Guus Hupperts 39'                                                                                                  | 1 - 0 1 - 1 1 - 2                         | 69' Luc Castaignos 79' Quincy Promes                                                     | BASISOPSTELLING: Marsman - Rosales, Bengtsson , Bjelland, Schilder - Ebecilio, Tadić, Gutiérrez - Promes, Castaignos, Mokhtar RESERVEBANK: Bednarek, Breukers, Wisgerhof, Martina, Eghan, Corona, Đorđević WISSELS: 46' Breukers - Schilder 82' Eghan - Promes                                    |
| - Schilder (28'), Gutiérrez (89') en Tadić (90') kregen een gele kaart. | |                                           |                                                                                          | |
| 16e speelronde | AZ | 1 - 2 (1 - 1)                             | FC Twente                                                                                | Selectie FC Twente: |
| za. 7 december 2013 Aanvangstijd: 19:45 uur Plaats: Alkmaar AFAS Stadion Toeschouwers: 16.021 Scheidsrechter: Pieter Vink | Roy Beerens 3' | 1 - 0 1 - 1 1 - 2                         | 39' Youness Mokhtar 90' Youness Mokhtar                                                  | BASISOPSTELLING: Marsman - Rosales, Bengtsson , Bjelland, Schilder - Ebecilio, Eghan, Gutiérrez - Tadić, Castaignos, Mokhtar RESERVEBANK: Bednarek, Breukers, Wisgerhof, Martina, Koppers, Corona, Đorđević WISSELS: 69' Corona - Eghan 78' Koppers - Schilder                                    |
| - Schilder (19'), Rosales (51'), Corona (89') en Castaignos (90') kregen een gele kaart. | |                                           |                                                                                          | |
| 17e speelronde | FC Twente | 3 - 1 (1 - 0)                             | Go Ahead Eagles                                                                          | Selectie FC Twente: |
| za. 14 december 2013 Aanvangstijd: 20:45 uur Plaats: Enschede De Grolsch Veste Toeschouwers: 29.900 Scheidsrechter: Richard Liesveld | Felipe Gutiérrez 21' Luc Castaignos 56' Dušan Tadić 62'                                                            | 1 - 0 2 - 0 2 - 1 3 - 1                   | 58' Jop van der Linden (p.)                                                              | BASISOPSTELLING: Marsman - Rosales, Bengtsson , Bjelland, Schilder - Ebecilio, Eghan, Gutiérrez - Tadić, Castaignos, Mokhtar RESERVEBANK: Bednarek, Breukers, Martina, Koppers, Tapia, Corona, Đorđević WISSELS: 63' Corona - Eghan 87' Đorđević - Mokhtar                                        |
| - Bengtsson (57') kreeg een gele kaart. | |                                           |                                                                                          | |
| 18e speelronde | RKC Waalwijk | 1 - 1 (1 - 0)                             | FC Twente                                                                                | Selectie FC Twente: |
| vrij. 20 december 2013 Aanvangstijd: 20:00 uur Plaats: Waalwijk Mandemakers Stadion Toeschouwers: 6.830 Scheidsrechter: Pol van Boekel | Evander Sno 42' | 1 - 0 1 - 1                               | 80' Luc Castaignos                                                                       | BASISOPSTELLING: Marsman - Rosales, Bengtsson , Bjelland, Schilder - Ebecilio, Tadić, Gutiérrez - Corona, Castaignos, Mokhtar RESERVEBANK: Bednarek, Wisgerhof, Martina, Koppers, Tapia, Eghan, Đorđević WISSELS: 73' Eghan - Corona 83' Đorđević - Mokhtar                                       |
| - Mokhtar (72') en Tadić (91') kregen een gele kaart. | |                                           |                                                                                          | |
| 19e speelronde | FC Twente | 3 - 1 (1 - 0)                             | Heracles Almelo                                                                          | Selectie FC Twente: |
| vrij. 17 januari 2014 Aanvangstijd: 20:00 uur Plaats: Enschede De Grolsch Veste Toeschouwers: 29.750 Scheidsrechter: Reinold Wiedemeijer | Quincy Promes 23' Luc Castaignos 55' Dušan Tadić (p) 88'                                                           | 1 - 0 2 - 0 2 - 1 3 - 1                   | 77' Mark Uth                                                                             | BASISOPSTELLING: Marsman - Rosales, Bengtsson , Bjelland, Schilder - Ebecilio, Tadić, Gutiérrez - Promes, Castaignos, Mokhtar RESERVEBANK: Bednarek, Martina, Koppers, Eghan, Corona, Đorđević, Børven WISSELS: 71' Corona - Mokhtar 77' Đorđević - Castaignos                                    |
| - Jeroen Veldmate van Heracles kreeg in de 56e minuut een rode kaart, na het neertrekken van de doorgebroken Mokhtar. | |                                           |                                                                                          | |
| 20e speelronde | FC Groningen | afgelast                                  | FC Twente                                                                                | verplaatst naar 12 februari 2014 |
| 21e speelronde | FC Twente | 3 - 1 (0 - 1)                             | SC Cambuur                                                                               | Selectie FC Twente: |
| zo. 2 februari 2014 Aanvangstijd: 14:30 uur Plaats: Enschede De Grolsch Veste Toeschouwers: 29.650 Scheidsrechter: Pol van Boekel | Luc Castaignos 54' Shadrach Eghan 60' Rasmus Bengtsson 79'                                                         | 0 - 1 1 - 1 2 - 1 3 - 1                   | 25' Ramon Leeuwin (p)                                                                    | BASISOPSTELLING: Marsman - Rosales, Bengtsson , Bjelland, Schilder - Ebecilio, Tadić, Gutiérrez - Promes, Castaignos, Mokhtar RESERVEBANK: Stevens, Martina, Koppers, Eghan, Tapia, Đorđević, Børven WISSELS: 56' Koppers - Schilder 59' Eghan - Mokhtar 67' Børven - Castaignos                  |
| - Tadić (47') kreeg een gele kaart. Torgeir Børven maakte met een invalbeurt zijn debuut voor het eerste van FC Twente. | |                                           |                                                                                          | |
| 22e speelronde | sc Heerenveen | 0 - 2 (0 - 0)                             | FC Twente                                                                                | Selectie FC Twente: |
| wo. 5 februari 2014 Aanvangstijd: 20:45 uur Plaats: Heerenveen Abe Lenstra Stadion Toeschouwers: 22.223 Scheidsrechter: Richard Liesveld | | 0 - 1 0 - 2                               | 73' Dušan Tadić 90' Torgeir Børven                                                       | BASISOPSTELLING: Marsman - Rosales, Bengtsson , Bjelland, Koppers - Ebecilio, Eghan, Gutiérrez - Promes, Castaignos, Tadić RESERVEBANK: Stevens, Martina, Schilder, Tapia, Đorđević, Børven, Mokhtar WISSELS: 63' Børven - Castaignos 63' Mokhtar - Eghan                                         |
| - Castaignos (50'), Bjelland (68') en Rosales (77') kregen een gele kaart. Børven maakte zijn eerste doelpunt voor FC Twente. | |                                           |                                                                                          | |
| 23e speelronde | PSV | 3 - 2 (2 - 1)                             | FC Twente                                                                                | Selectie FC Twente: |
| za. 8 februari 2014 Aanvangstijd: 18:45 uur Plaats: Eindhoven Philips Stadion Toeschouwers: 34.000 Scheidsrechter: Kevin Blom | Santiago Arias 7' Jürgen Locadia 23' Jetro Willems 52'                                                             | 1 - 0 2 - 0 2 - 1 3 - 1 3 - 2             | 40' Quincy Promes 68' Kyle Ebecilio                                                      | BASISOPSTELLING: Marsman - Rosales, Bengtsson , Bjelland, Schilder - Ebecilio, Tadić, Gutiérrez - Promes, Castaignos, Mokhtar RESERVEBANK: Stevens, Martina, Koppers, Tapia, Eghan, Đorđević, Børven WISSELS: 46' Eghan - Mokhtar 77' Børven - Castaignos 84' Koppers - Schilder                  |
| - Rosales (90') kreeg een gele kaart. | |                                           |                                                                                          | |
| inhaalwedstrijd | FC Groningen | 1 - 1 (1 - 0)                             | FC Twente                                                                                | Selectie FC Twente: |
| wo. 12 februari 2014 Aanvangstijd: 19:45 uur Plaats: Groningen Euroborg Toeschouwers: 19.555 Scheidsrechter: Danny Makkelie | Krisztián Adorján 5'                                                                                               | 1 - 0 1 - 1                               | 77' Dušan Tadić                                                                          | BASISOPSTELLING: Marsman - Rosales, Bengtsson , Bjelland, Koppers - Ebecilio, Tadić, Gutiérrez - Promes, Castaignos, Mokhtar RESERVEBANK: Stevens, Martina, Schilder, Röseler, Eghan, Đorđević, Børven WISSELS: 61' Børven - Mokhtar 69' Martina - Bengtsson                                      |
| | |                                           |                                                                                          | |
| 24e speelronde | FC Twente | 2 - 0 (0 - 0)                             | SBV Vitesse                                                                              | Selectie FC Twente: |
| za. 15 februari 2014 Aanvangstijd: 18:45 uur Plaats: Enschede De Grolsch Veste Toeschouwers: 29.900 Scheidsrechter: Pieter Vink | Luc Castaignos 55' Dušan Tadić 78'                                                                                 | 1 - 0 2 - 0                               |                                                                                          | BASISOPSTELLING: Marsman - Rosales, Martina, Bjelland, Koppers - Ebecilio, Eghan, Gutiérrez - Tadić , Castaignos, Promes RESERVEBANK: Stevens, Breukers, Röseler, Tapia, Hölscher, Đorđević, Børven WISSELS: 65' Børven - Eghan 86' Đorđević - Castaignos                                         |
| - Eghan (64') kreeg een gele kaart. Patrick van Aanholt van Vitesse kreeg in de 60e minuut een rode kaart. | |                                           |                                                                                          | |
| 25e speelronde | FC Twente | 2 - 2 (0 - 1)                             | Feyenoord                                                                                | Selectie FC Twente: |
| zo. 23 februari 2014 Aanvangstijd: 16:30 uur Plaats: Enschede De Grolsch Veste Toeschouwers: 29.900 Scheidsrechter: Serdar Gözübüyük | Luc Castaignos 68' Cuco Martina 90'                                                                                | 0 - 1 0 - 2 1 - 2 2 - 2                   | 14' Graziano Pellè 55' Jean-Paul Boëtius                                                 | BASISOPSTELLING: Marsman - Rosales, Bengtsson , Bjelland, Koppers - Ebecilio, Eghan, Gutiérrez - Tadić, Castaignos, Promes RESERVEBANK: Stevens, Martina, Schilder, Röseler, Corona, Đorđević, Børven WISSELS: 57' Børven - Eghan 81' Corona - Ebecilio 86' Martina - Bengtsson                   |
| - Bengtsson (31') en Bjelland (83') kregen een gele kaart. | |                                           |                                                                                          | |
| 26e speelronde | FC Utrecht | 1 - 1 (0 - 1)                             | FC Twente                                                                                | Selectie FC Twente: |
| zo. 2 maart 2014 Aanvangstijd: 12:30 uur Plaats: Utrecht Stadion Galgenwaard Toeschouwers: 16.666 Scheidsrechter: Tom van Sichem | Tommy Oar 46' | 0 - 1 1 - 1                               | 18' Quincy Promes                                                                        | BASISOPSTELLING: Marsman - Rosales, Martina, Bjelland, Koppers - Ebecilio, Promes, Gutiérrez - Tadić , Castaignos, Børven RESERVEBANK: Stevens, Breukers, Schilder, Röseler, Eghan, Mokhtar, Corona WISSELS: 72' Corona - Børven                                                                  |
| - Koppers (19') en Ebecilio (69') kregen een gele kaart. | |                                           |                                                                                          | |
| 27e speelronde | Go Ahead Eagles | 1 - 0 (1 - 0)                             | FC Twente                                                                                | Selectie FC Twente: |
| zo. 9 maart 2014 Aanvangstijd: 14:30 uur Plaats: Deventer De Adelaarshorst Toeschouwers: 7.938 Scheidsrechter: Pol van Boekel | Jarchinio Antonia 33'                                                                                              | 1 - 0                                     |                                                                                          | BASISOPSTELLING: Marsman - Rosales, Bengtsson , Bjelland, Koppers - Ebecilio, Promes, Gutiérrez - Tadić, Castaignos, Corona RESERVEBANK: Stevens, Martina, Schilder, Röseler, Mokhtar, Đorđević, Hölscher WISSELS: 63' Mokhtar - Corona                                                           |
| - Castaignos (69') kreeg een gele kaart. | |                                           |                                                                                          | |
| 28e speelronde | FC Twente | 2 - 1 (0 - 1)                             | AZ                                                                                       | Selectie FC Twente: |
| zo. 16 maart 2014 Aanvangstijd: 12:30 uur Plaats: Enschede De Grolsch Veste Toeschouwers: 29.705 Scheidsrechter: Danny Makkelie | Youness Mokhtar 69' Dušan Tadić 90'                                                                                | 0 - 1 1 - 1 2 - 1                         | 40' Steven Berghuis                                                                      | BASISOPSTELLING: Marsman - Rosales, Martina, Bengtsson , Koppers - Ebecilio, Tadić, Gutiérrez - Promes, Đorđević, Corona RESERVEBANK: Stevens, Schilder, Röseler, Brama, Eghan, Mokhtar, Børven WISSELS: 46' Mokhtar - Corona 68' Børven - Đorđević 83' Eghan - Ebecilio                          |
| - Koppers (39') en Rosales (61') kregen een gele kaart. | |                                           |                                                                                          | |
| 29e speelronde | FC Twente | uitgesteld                                | ADO Den Haag                                                                             | verplaatst naar 2 april 2014 |
| 30e speelronde | AFC Ajax | 3 - 0 (1 - 0)                             | FC Twente                                                                                | Selectie FC Twente: |
| zo. 30 maart 2014 Aanvangstijd: 14:30 uur Plaats: Amsterdam Amsterdam ArenA Toeschouwers: 51.117 Scheidsrechter: Pieter Vink | Stefano Denswil 29' Lasse Schöne 58' Bojan 65'                                                                     | 1 - 0 2 - 0 3 - 0                         |                                                                                          | BASISOPSTELLING: Marsman - Martina, Bengtsson , Bjelland, Schilder - Ebecilio, Tadić, Gutiérrez - Promes, Castaignos, Mokhtar RESERVEBANK: Stevens, Breukers, Röseler, Brama, Eghan, Børven, Corona WISSELS: 70' Børven - Castaignos 71' Brama - Gutiérrez                                        |
| | |                                           |                                                                                          | |
| inhaalwedstrijd | FC Twente | 1 - 1 (1 - 0)                             | ADO Den Haag                                                                             | Selectie FC Twente: |
| wo. 2 april 2014 Aanvangstijd: 18:45 uur Plaats: Enschede De Grolsch Veste Toeschouwers: 29.100 Scheidsrechter: Kevin Blom | Felipe Gutiérrez 9'                                                                                                | 1 - 0 1 - 1                               | 82' Michiel Kramer                                                                       | BASISOPSTELLING: Marsman - Martina, Bengtsson , Bjelland, Koppers - Ebecilio, Brama, Gutiérrez - Promes, Castaignos, Tadić RESERVEBANK: Stevens, Breukers, Schilder, Röseler, Mokhtar, Børven, Corona WISSELS: 81' Mokhtar - Promes 85' Röseler - Brama 90' Breukers - Ebecilio                   |
| - Bengtsson (64') en Castaignos (88') kregen een rode kaart. | |                                           |                                                                                          | |
| 31e speelronde | NAC Breda | 0 - 2 (0 - 1)                             | FC Twente                                                                                | Selectie FC Twente: |
| za. 5 april 2014 Aanvangstijd: 19:45 uur Plaats: Breda Rat Verlegh Stadion Toeschouwers: 18.800 Scheidsrechter: Tom van Sichem | | 0 - 1 0 - 2                               | 39' Felipe Gutiérrez 50' Dušan Tadić                                                     | BASISOPSTELLING: Marsman - Breukers, Martina, Bjelland, Schilder - Ebecilio, Tadić , Gutiérrez - Promes, Børven, Mokhtar RESERVEBANK: Stevens, Wisgerhof, Koppers, Röseler, Brama, Đorđević, Corona WISSELS: 89' Brama - Ebecilio                                                                 |
| - Marsman (24') kreeg een gele kaart. | |                                           |                                                                                          | |
| 32e speelronde | FC Twente | 3 - 0 (2 - 0)                             | Roda JC Kerkrade                                                                         | Selectie FC Twente: |
| za. 12 april 2014 Aanvangstijd: 20:45 uur Plaats: Enschede De Grolsch Veste Toeschouwers: 29.600 Scheidsrechter: Danny Makkelie | Torgeir Børven 11' Torgeir Børven 25' Kyle Ebecilio 53'                                                            | 1 - 0 2 - 0 3 - 0                         |                                                                                          | BASISOPSTELLING: Marsman - Breukers, Martina, Bjelland, Schilder - Ebecilio, Tadić , Gutiérrez - Promes, Børven, Mokhtar RESERVEBANK: Stevens, Bengtsson, Koppers, Röseler, Brama, Đorđević, Corona WISSELS: 73' Bengtsson - Bjelland 76' Brama - Ebecilio 82' Corona - Mokhtar                   |
| | |                                           |                                                                                          | |
| 33e speelronde | N.E.C. | 2 - 5 (1 - 1)                             | FC Twente                                                                                | Selectie FC Twente: |
| zo. 27 april 2014 Aanvangstijd: 14:30 uur Plaats: Nijmegen Goffertstadion Toeschouwers: 12.400 Scheidsrechter: Pol van Boekel | Geoffrey Castillion 1' Nick Marsman (ed) 79'                                                                       | 1 - 0 1 - 1 1 - 2 1 - 3 1 - 4 1 - 5 2 - 5 | 29' Kyle Ebecilio 55' Wout Brama 57' Dušan Tadić 59' Dušan Tadić 76' Jesús Manuel Corona | BASISOPSTELLING: Marsman - Rosales, Martina, Bjelland, Schilder - Ebecilio, Tadić , Brama - Promes, Castaignos, Mokhtar RESERVEBANK: Stevens, Breukers, Koppers, Röseler, Eghan, Đorđević, Corona WISSELS: 75' Corona - Promes 75' Eghan - Mokhtar 85' Röseler - Bjelland                         |
| | |                                           |                                                                                          | |
| 34e speelronde | FC Twente | 2 - 2 (2 - 1)                             | PEC Zwolle                                                                               | Selectie FC Twente: |
| za. 3 mei 2014 Aanvangstijd: 18:45 uur Plaats: Enschede De Grolsch Veste Toeschouwers: 29.800 Scheidsrechter: Jochem Kamphuis | Kyle Ebecilio 21' Dušan Tadić 28'                                                                                  | 1 - 0 1 - 1 2 - 1 2 - 2                   | 27' Athanasios Karagounis 71' Furdjel Narsingh                                           | BASISOPSTELLING: Marsman - Rosales, Martina, Bjelland, Schilder - Ebecilio, Tadić , Gutiérrez - Promes, Castaignos, Mokhtar RESERVEBANK: Stevens, Wisgerhof, Koppers, Brama, Eghan, Børven, Corona, Ould-Chikh WISSELS: 60' Børven - Castaignos 69' Ould-Chikh - Mokhtar 88' Wisgerhof - Bjelland |
| - Rosales (77') kreeg een gele kaart. De 16-jarige jeugdspeler Ould-Chikh maakte met een invalbeurt zijn debuut voor FC Twente. | |                                           |                                                                                          | |
| | |                                           |                                                                                          | |

### KNVB beker
| 2e ronde | sc Heerenveen                                                      | 3 - 0 (1 - 0)     | FC Twente | Selectie FC Twente: |
| do. 26 september 2012 Aanvangstijd: 18:45 uur Plaats: Heerenveen Abe Lenstra Stadion Toeschouwers: 13.000 Scheidsrechter: Pieter Vink | Luciano Slagveer 20' Alfreð Finnbogason 50' Alfreð Finnbogason 63' | 1 - 0 2 - 0 3 - 0 |           | BASISOPSTELLING: Marsman - Rosales, Bengtsson , Bjelland, Koppers - Ebecilio, Eghan, Gutiérrez - Tadić, Đorđević, Mokhtar RESERVEBANK: Boschker, Martina, Wisgerhof, Schilder, Corona, Pelupessy, Hölscher WISSELS: 35' Martina - Gutiérrez 56' Schilder - Eghan 69' Corona - Tadić |
| - Rosales werd na twee gele kaarten (21', 24') het veld uitgestuurd. Đorđević kreeg een gele kaart (25'). Corona maakte zijn debuut voor FC Twente. Voor het eerst sinds seizoen 2007/08 was Twente al na één optreden in het bekertoernooi uitgeschakeld. |                                                                    |                   |           | |
| |                                                                    |                   |           | |

## Jong FC Twente
Jong FC Twente komt in het seizoen 2013/14 uit in de Eerste divisie. FC Twente heeft hiermee samen met AFC Ajax en PSV een primeur: het is voor het eerst dat clubs hun beloftenelftallen mogen inschrijven voor de Eerste divisie.
Trainer van het beloftenteam in het seizoen 2013/14 is Jan Zoutman. Hij is afkomstig van VV IJsselmeervogels en volgde in de zomer van 2013 Patrick Kluivert op.